# Saint-Hippolyte (Aveyron)
Saint-Hippolyte é uma comuna francesa na região administrativa de Occitânia, no departamento de Aveyron. Estende-se por uma área de 36,87 km². Em 2010 a comuna tinha 440 habitantes (densidade: 11,9 hab./km²).